# Porta dos Corte Reais
A Porta dos Corte Reais foi uma antiga porta da cidade de Lisboa, inserida na cerca fernandina da cidade.
Ficava contígua ao Palácio de Corte Real, dos Marqueses de Castelo Rodrigo, que existiu no sítio onde hoje existe a Travessa do Cotovelo, o qual se comunicava por um passadiço com os Paços da Ribeira.